# 新諾舍
新諾舍（New Norcia）是位於澳大利亞西澳大利亞州的一個城市，位於伯斯以北132 km（82 mi）處。 新諾舍是澳大利亞唯一的修道院城市。市區以南8公里處有一座為歐洲空間局而設的新諾舍車站。